# 鳥取県自動車運転免許試験場

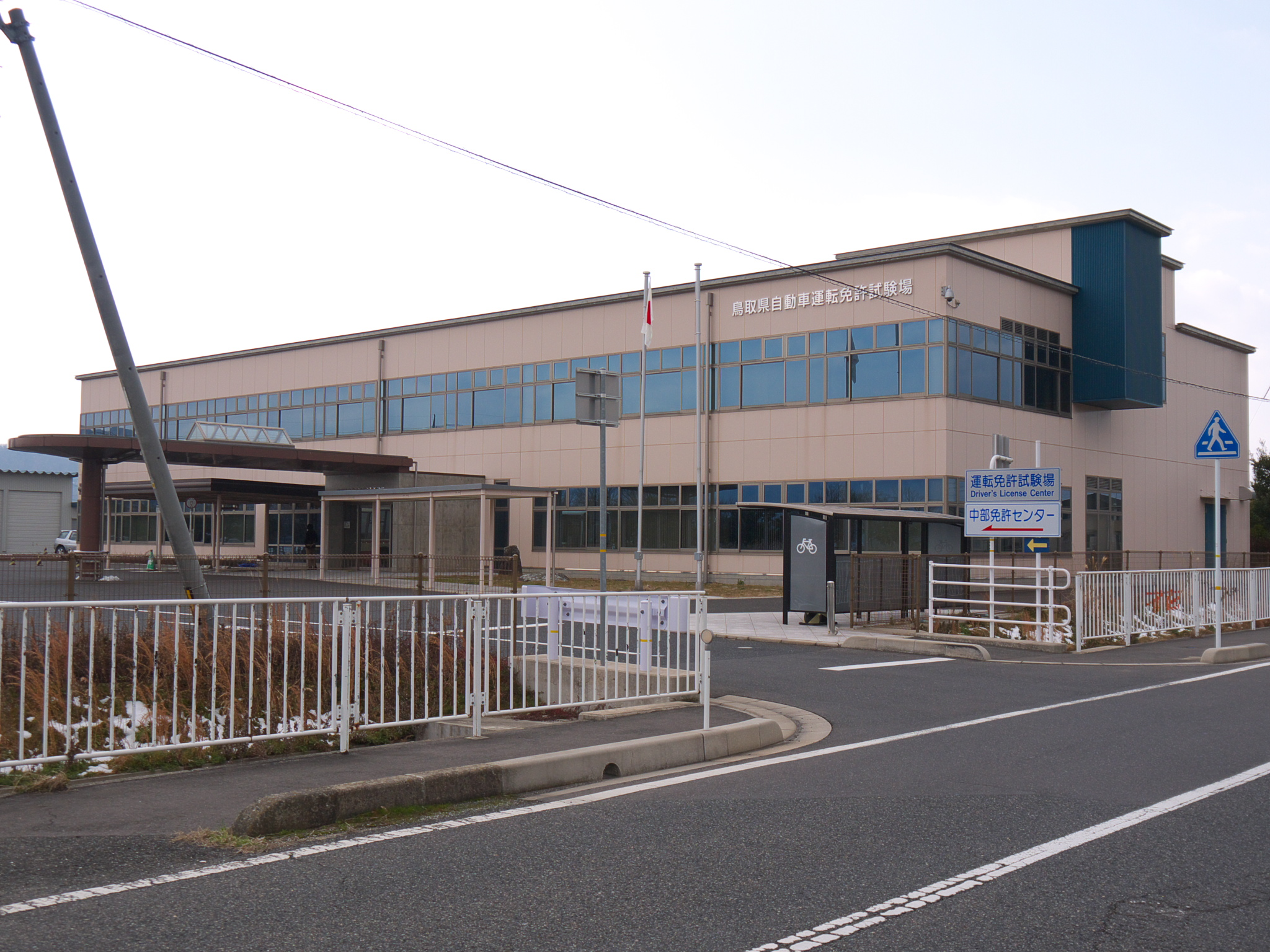
鳥取県自動車運転免許試験場、
中部地区運転免許センター

鳥取県自動車運転免許試験場（とっとりけんじどうしゃうんてんめんきょしけんじょう）は、鳥取県東伯郡湯梨浜町にある、鳥取県警察所管の運転免許試験場。

## 施設概要
運転免許の更新、再交付や、学科試験、技能試験などが行われている。
東郷池西岸の東郷湖羽合臨海公園西側に2008年9月28日に造られた。それまで、東伯郡北栄町の由良駅付近にあった運転免許試験場を移転したものである。

## 所在地
- 鳥取県東伯郡湯梨浜町上浅津216

## 交通機関
- 倉吉駅4番乗り場から日交バスはわい温泉・運転免許試験場経由石脇・小浜行きに乗車、運転免許試験場下車（約20分）。
- 泊駅前（国道9号）から日交バス運転免許試験場・はわい温泉・倉吉駅経由西倉吉行きに乗車、運転免許試験場下車（約15分）。
- 山陰自動車道 はわいICから車で5分。

## 周辺
- はわい温泉
- 東郷池